# Arkadii Chernyi
Arkadii Ivanovich Chernyi (União Soviética, 15 de fevereiro de 1929 - Moscou, 28 de agosto de 2013) foi um produtivo e conceituado pesquisador e professor ligado a Ciência da Informação na União Soviética e  Rússia.
Colaborou em diferentes artigos e livros produzidos com A. I. Mikhailov e R. S. Gilyareviskii nas décadas de 1960 e 1970, que ajudaram na consolidação da Ciência da Informação russa nesse período.